# پرستار جکی
پرستار جکی (انگلیسی: Nurse Jackie) یک مجموعه تلویزیونی کمدی درام پزشکی آمریکایی است که از ۸ ژوئن ۲۰۰۹ تا ۲۸ ژوئن ۲۰۱۵ از شبکه شوتایم پخش می‌شد. داستان این مجموعه در نیویورک می‌گذرد و زندگی جکی پیتون (با بازی ادی فالکو) را دنبال می‌کند؛ پرستاری در بخش اورژانس بیمارستان خیالی All Saints که دچار اعتیاد به مواد مخدر است.
این مجموعه با استقبال مثبت منتقدان مواجه شد و به ویژه بازی بازیگران، ادی فالکو و مریت ویور و همچنین نحوه به تصویر کشیدن اعتیاد مورد تحسین قرار گرفت. پرستار جکی در مجموع نامزد ۲۴ جایزه امی ساعات پربیننده شد. فالکو شش بار پیاپی نامزد جایزه امی بهترین بازیگر زن در مجموعه کمدی شد و در سال ۲۰۱۰ این جایزه را دریافت کرد. ویور نیز دو بار نامزد جایزه امی بهترین بازیگر زن مکمل در مجموعه کمدی شد و در سال ۲۰۱۳ برنده شد.
در مهٔ ۲۰۲۳ اعلام شد که یک دنباله برای این مجموعه در حال توسعه است و ادی فالکو به عنوان بازیگر اصلی و تهیه‌کننده اجرایی به پروژه بازخواهد گشت.